# Pterocles lichtensteinii
Pterocles lichtensteinii là một loài chim trong họ Pteroclidae.